# Lega Pro 2014/15

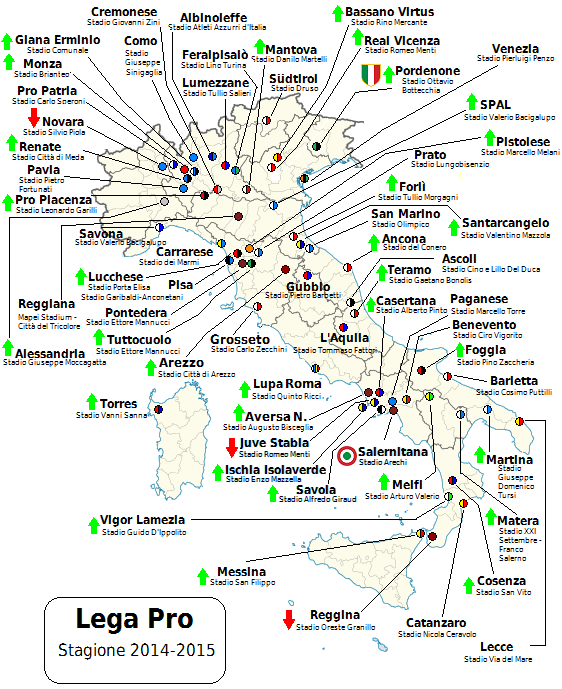
Teilnehmende Vereine der Lega Pro 2014/15

Die Lega Pro 2014/15 war die 1. Spielzeit der neugebildeten dritthöchsten italienischen Spielklasse im Fußball der Herren. Sie ersetzt die vorher existierenden Lega Pro Prima Divisione und Lega Pro Seconda Divisione. Sie wurde in drei Gruppen à 20 Mannschaften ausgespielt. Die Gruppen sind nach Regionalität gegliedert.
Die 60 Vereine setzen sich aus folgenden Mannschaften zusammen:
- Drei Absteiger aus der Serie B 2013/14 (eigentlich vier, Calcio Padova verzichtete jedoch auf eine Meldung in dieser Spielklasse)
- 27  1 Mannschaften der Lega Pro Prima Divisione 2013/14 (eigentlich 29, der FC Esperia Viareggio wurde allerdings aufgelöst und die ASG Nocerina wurde auf Verbandsbeschluss in die 5. Liga versetzt)
- 18 Mannschaften der Lega Pro Seconda Divisione 2013/14
- Neun Aufsteiger aus der Serie D 2013/14
- Drei eigentliche Absteiger aus der Lega Pro Seconda Divisione 2013/14, die als Nachrücker für die AC Siena, den FC Esperia Viareggio und die ASG Nocerina

## Gruppe A
In der Gruppe A spielen die Mannschaften aus den Regionen Aostatal, Friaul-Julisch Venetien, Lombardei, Piemont, Sardinien, Trentino-Südtirol und Venetien.

### Tabelle
| Pl. | Verein                | Sp. | S  | U  | N  | Tore    | Diff. | Punkte |
| --- | --------------------- | --- | -- | -- | -- | ------- | ----- | ------ |
| 1.  | Novara Calcio 1 (A)   | 38  | 22 | 11 | 5  | 058:300 | +28   | 74     |
| 2.  | Bassano Virtus        | 38  | 21 | 11 | 6  | 057:370 | +20   | 74     |
| 3.  | AC Pavia 2            | 38  | 19 | 12 | 7  | 058:430 | +15   | 68     |
| 4.  | Como Calcio           | 38  | 20 | 7  | 11 | 048:330 | +15   | 67     |
| 5.  | US Alessandria Calcio | 38  | 17 | 14 | 7  | 051:320 | +19   | 65     |
| 6.  | Feralpisalò           | 39  | 15 | 14 | 10 | 043:410 | +2    | 59     |
| 7.  | Real Vicenza          | 38  | 12 | 16 | 10 | 044:380 | +6    | 52     |
| 8.  | US Cremonese          | 38  | 12 | 14 | 12 | 045:440 | +1    | 50     |
| 9.  | US Arezzo (N)         | 38  | 12 | 13 | 13 | 035:360 | −1    | 49     |
| 10. | SEF Torres 1903 (N)   | 38  | 11 | 14 | 13 | 035:380 | −3    | 47     |
| 11. | FC Südtirol           | 38  | 12 | 11 | 15 | 040:410 | −1    | 47     |
| 12. | Mantova FC 3          | 38  | 14 | 7  | 17 | 037:340 | +3    | 46     |
| 13. | FBC Unione Venedig 4  | 38  | 13 | 10 | 15 | 047:440 | +3    | 46     |
| 14. | AS Giana Erminio (N)  | 38  | 12 | 9  | 17 | 032:390 | −7    | 45     |
| 15. | AC Renate             | 38  | 11 | 12 | 15 | 035:490 | −14   | 45     |
| 16. | AC Monza Brianza 5    | 38  | 11 | 12 | 15 | 037:380 | −1    | 39     |
| 17. | Aurora Pro Patria 6   | 38  | 9  | 12 | 17 | 045:650 | −20   | 38     |
| 18. | AC Lumezzane          | 38  | 8  | 11 | 19 | 031:500 | −19   | 35     |
| 19. | Pordenone Calcio (N)  | 38  | 9  | 7  | 22 | 030:530 | −23   | 34     |
| 20. | UC AlbinoLeffe        | 38  | 7  | 11 | 20 | 027:510 | −24   | 32     |

| Zum Saisonende 2014/15: |                                       |
| Aufstieg in die Serie B 2015/16 Teilnahme an den Aufstiegs-Play-offs Teilnahme an den Abstiegs-Play-offs Abstieg in die Serie D 2015/16 |                                       |
| |                                       |
| Zum Saisonende 2013/14: |                                       |
| (A) | Absteiger aus der Serie B 2013/14     |
| (N) | Neuaufsteiger aus der Serie D 2013/14 |

### Torschützenliste
Bei gleicher Anzahl von Toren sind die Spieler alphabetisch nach Nachnamen bzw. Künstlernamen sortiert.
| Pl. | Nat.        | Name                | Mannschaft        | Tore |
| --- | ----------- | ------------------- | ----------------- | ---- |
| 01. | Italien     | Salvatore Bruno     | Real Vicenza      | 16   |
| 01. | Italien     | Andrea Ferretti     | AC Pavia          | 16   |
| 01. | Italien     | Manuel Fischnaller  | FC Südtirol       | 16   |
| 04. | Italien     | Andrea Brighenti    | US Cremonese      | 15   |
| 04. | Argentinien | Pablo González      | Novara Calcio     | 15   |
| 04. | Italien     | Matteo Momentè      | UC AlbinoLeffe    | 15   |
| 07. | Italien     | Felice Evacuo       | Novara Calcio     | 14   |
| 07. | Italien     | Pasquale Maiorino   | SEF Torres 1903   | 14   |
| 07. | Italien     | Stefano Pietribiasi | Bassano Virtus    | 14   |
| 10. | Italien     | Matteo Serafini     | Aurora Pro Patria | 13   |
| 11. | Italien     | Simone Corazza      | Novara Calcio     | 12   |
| 12. | Italien     | Alessandro Cesarini | AC Pavia          | 11   |
| 12. | Italien     | Simone Ganz         | Como Calcio       | 11   |
| 12. | Italien     | Giuseppe Le Noci    | Como Calcio       | 11   |

### Abstiegs-Play-offs
In den Abstiegs-Play-offs der Gruppe A treffen in Spiel 1 der 16. und 19. sowie in Spiel 2 der 17. und 18. in Hin- und Rückspiel aufeinander. Die in der Tabelle besser platzierte Mannschaft hat im Rückspiel Heimrecht.
| Datum                   |                  | Ergebnis  |                  |
| ----------------------- | ---------------- | --------- | ---------------- |
| 23.05.2015 um 16:00 Uhr | Pordenone Calcio | 0:2 (0:1) | AC Monza Brianza |
| 30.05.2015 um 16:00 Uhr | AC Monza Brianza | 6:3 (2:2) | Pordenone Calcio |
| Gesamt:                 | Pordenone Calcio | 3:8       | AC Monza Brianza |

| Datum                   |                   | Ergebnis  |                   |
| ----------------------- | ----------------- | --------- | ----------------- |
| 23.05.2015 um 16:00 Uhr | AC Lumezzane      | 1:0 (1:0) | Aurora Pro Patria |
| 30.05.2015 um 16:00 Uhr | Aurora Pro Patria | 0:2 (0:0) | AC Lumezzane      |
| Gesamt:                 | AC Lumezzane      | 3:0       | Aurora Pro Patria |

## Gruppe B
In der Gruppe B spielen die Mannschaften aus den Regionen Abruzzen, Emilia-Romagna, Ligurien, Marken, Toskana und Umbrien.

### Tabelle
| Pl. | Verein                     | Sp. | S  | U  | N  | Tore    | Diff. | Punkte |
| --- | -------------------------- | --- | -- | -- | -- | ------- | ----- | ------ |
| 1.  | SS Teramo Calcio           | 38  | 21 | 12 | 5  | 062:320 | +30   | 75     |
| 2.  | Ascoli Calcio              | 38  | 19 | 14 | 5  | 061:370 | +24   | 71     |
| 3.  | AC Reggiana                | 38  | 18 | 11 | 9  | 053:310 | +22   | 65     |
| 4.  | SPAL Ferrara               | 38  | 18 | 8  | 12 | 046:310 | +15   | 62     |
| 5.  | AC Pisa                    | 38  | 16 | 11 | 11 | 044:350 | +9    | 59     |
| 6.  | AC Ancona (N)              | 38  | 14 | 15 | 9  | 046:380 | +8    | 57     |
| 7.  | L’Aquila Calcio            | 38  | 14 | 12 | 12 | 040:360 | +4    | 54     |
| 8.  | AC Tuttocuoio 1957         | 38  | 13 | 11 | 14 | 045:580 | −13   | 50     |
| 9.  | US Pontedera               | 38  | 12 | 12 | 14 | 041:410 | ±0    | 48     |
| 10. | AS Lucchese Libertas (N)   | 38  | 12 | 12 | 14 | 043:450 | −2    | 48     |
| 11. | US Grosseto 1              | 38  | 11 | 14 | 13 | 043:410 | +2    | 46     |
| 12. | Carrarese Calcio           | 38  | 9  | 17 | 12 | 047:460 | +1    | 44     |
| 13. | US Pistoiese (N)           | 38  | 11 | 11 | 16 | 045:620 | −17   | 44     |
| 14. | Santarcangelo Calcio       | 38  | 10 | 14 | 14 | 035:390 | −4    | 44     |
| 15. | AC Prato                   | 38  | 9  | 17 | 12 | 041:480 | −7    | 44     |
| 16. | AS Gubbio 1910             | 38  | 10 | 13 | 15 | 046:510 | −5    | 43     |
| 17. | Forlì FC                   | 38  | 11 | 10 | 17 | 041:550 | −14   | 43     |
| 18. | AS Pro Piacenza 1919 2 (N) | 38  | 12 | 9  | 17 | 034:500 | −16   | 40     |
| 19. | Savona 1907 FBC 3          | 38  | 10 | 10 | 18 | 036:590 | −23   | 38     |
| 20. | San Marino Calcio          | 38  | 9  | 9  | 20 | 042:560 | −14   | 36     |

| Zum Saisonende 2014/15: |                                       |
| Aufstieg in die Serie B 2015/16 Teilnahme an den Aufstiegs-Play-offs Teilnahme an den Abstiegs-Play-offs Abstieg in die Serie D 2015/16 |                                       |
| |                                       |
| Zum Saisonende 2013/14: |                                       |
| (A) | Absteiger aus der Serie B 2013/14     |
| (N) | Neuaufsteiger aus der Serie D 2013/14 |

### Torschützenliste
Bei gleicher Anzahl von Toren sind die Spieler alphabetisch nach Nachnamen bzw. Künstlernamen sortiert.
| Pl. | Nat.    | Name               | Mannschaft                             | Tore |
| --- | ------- | ------------------ | -------------------------------------- | ---- |
| 01. | Italien | Alfredo Donnarumma | SS Teramo Calcio                       | 22   |
| 02. | Italien | Gianluca Lapadula  | SS Teramo Calcio                       | 21   |
| 03. | Italien | Marco Cellini      | Carrarese Calcio                       | 19   |
| 04. | Italien | Cristian Altinier  | Ascoli Calcio                          | 17   |
| 05. | Italien | Riccardo Bocalon   | AC Prato                               | 16   |
| 06. | Marokko | Rachid Arma        | AC Pisa                                | 15   |
| 06. | Italien | Giuseppe Torromino | US Grosseto                            | 15   |
| 08. | Italien | Francesco Ruopolo  | AC Reggiana                            | 13   |
| 09. | Italien | Corrado Colombo    | AC Tuttocuoio 1957                     | 12   |
| 09. | Italien | Francesco Forte    | Forlì FC (2) AS Lucchese Libertas (10) | 12   |
| 09. | Italien | Massimo Loviso     | AS Gubbio 1910                         | 12   |
| 09. | Italien | Daniele Melandri   | Forlì FC                               | 12   |
| 09. | Italien | Leonardo Pérez     | Ascoli Calcio                          | 12   |

### Abstiegs-Play-offs
In den Abstiegs-Play-offs der Gruppe B treffen in Spiel 1 der 16. und 19. sowie in Spiel 2 der 17. und 18. in Hin- und Rückspiel aufeinander. Die in der Tabelle besser platzierte Mannschaft hat im Rückspiel Heimrecht.
| Datum                 |                 | Ergebnis  |                 |
| --------------------- | --------------- | --------- | --------------- |
| 23.05.2015, 15:00 Uhr | Savona 1907 FBC | 2:1 (2:0) | AS Gubbio 1910  |
| 30.05.2015, 17:00 Uhr | AS Gubbio 1910  | 1:1 (1:1) | Savona 1907 FBC |
| Gesamt:               | Savona 1907 FBC | 3:2       | AS Gubbio 1910  |

| Datum                 |                      | Ergebnis  |                      |
| --------------------- | -------------------- | --------- | -------------------- |
| 23.05.2015, 15:00 Uhr | AS Pro Piacenza 1919 | 2:1 (1:1) | Forlì FC             |
| 30.05.2015, 17:00 Uhr | Forlì FC             | 0:0       | AS Pro Piacenza 1919 |
| Gesamt:               | AS Pro Piacenza 1919 | 2:1       | Forlì FC             |

## Gruppe C
In der Gruppe C spielen die Mannschaften aus den Regionen Apulien, Basilikata, Kalabrien, Kampanien, Latium, Molise, Sizilien.

### Tabelle
| Pl. | Verein                 | Sp. | S  | U  | N  | Tore    | Diff. | Punkte |
| --- | ---------------------- | --- | -- | -- | -- | ------- | ----- | ------ |
| 1.  | US Salernitana         | 38  | 24 | 8  | 6  | 056:310 | +25   | 80     |
| 2.  | Benevento Calcio       | 38  | 21 | 13 | 4  | 055:290 | +26   | 76     |
| 3.  | SS Matera Calcio (N)   | 38  | 20 | 10 | 8  | 056:380 | +18   | 70     |
| 4.  | SS Juve Stabia (A)     | 38  | 19 | 13 | 6  | 058:370 | +21   | 70     |
| 5.  | Casertana FC           | 38  | 20 | 9  | 9  | 059:350 | +24   | 69     |
| 6.  | US Lecce               | 38  | 20 | 7  | 11 | 050:320 | +18   | 67     |
| 7.  | Foggia Calcio 1        | 38  | 18 | 13 | 7  | 063:360 | +27   | 66     |
| 8.  | US Catanzaro           | 38  | 14 | 11 | 13 | 048:440 | +4    | 53     |
| 9.  | AS Melfi 2             | 38  | 12 | 14 | 12 | 043:440 | −1    | 48     |
| 10. | Nuova Cosenza Calcio   | 38  | 9  | 17 | 12 | 037:390 | −2    | 44     |
| 11. | Vigor Lamezia          | 38  | 9  | 17 | 12 | 043:480 | −5    | 44     |
| 12. | SS Barletta Calcio 3   | 38  | 12 | 11 | 15 | 035:420 | −7    | 41     |
| 13. | Lupa Roma FC (N)       | 38  | 9  | 13 | 16 | 040:620 | −22   | 40     |
| 14. | AS Martina Franca 1947 | 38  | 9  | 11 | 18 | 034:420 | −8    | 38     |
| 15. | Paganese Calcio 1926   | 38  | 8  | 13 | 17 | 030:450 | −15   | 37     |
| 16. | ACR Messina            | 38  | 6  | 16 | 16 | 038:550 | −17   | 34     |
| 17. | SF Aversa Normanna 4   | 38  | 7  | 13 | 18 | 036:500 | −14   | 33     |
| 18. | SS Ischia Isolaverde 5 | 38  | 7  | 13 | 18 | 032:550 | −23   | 33     |
| 19. | Reggina Calcio 6 (A)   | 38  | 8  | 9  | 21 | 033:590 | −26   | 29     |
| 20. | AC Savoia 1908 7 (N)   | 38  | 7  | 11 | 20 | 036:590 | −23   | 28     |

| Zum Saisonende 2014/15: |                                       |
| Aufstieg in die Serie B 2015/16 Teilnahme an den Aufstiegs-Play-offs Teilnahme an den Abstiegs-Play-offs Abstieg in die Serie D 2015/16 |                                       |
| |                                       |
| Zum Saisonende 2013/14: |                                       |
| (A) | Absteiger aus der Serie B 2013/14     |
| (N) | Neuaufsteiger aus der Serie D 2013/14 |

### Torschützenliste
Bei gleicher Anzahl von Toren sind die Spieler alphabetisch nach Nachnamen bzw. Künstlernamen sortiert.
| Pl. | Nat.      | Name                | Mannschaft           | Tore |
| --- | --------- | ------------------- | -------------------- | ---- |
| 01. | Italien   | Salvatore Caturano  | AS Melfi             | 18   |
| 01. | Italien   | Umberto Eusepi      | Benevento Calcio     | 18   |
| 03. | Brasilien | Caetano Calil       | Foggia Calcio        | 16   |
| 03. | Italien   | Pietro Iemmello     | US Salernitana       | 16   |
| 05. | Italien   | Davide Moscardelli  | US Lecce             | 15   |
| 06. | Italien   | Samuel Di Carmine   | SS Juve Stabia       | 14   |
| 07. | Guinea-a  | Karamoko Cissé      | Casertana FC         | 12   |
| 07. | Italien   | Giorgio Corona      | ACR Messina          | 12   |
| 07. | Italien   | Giuseppe Madonia    | SS Matera Calcio     | 12   |
| 07. | Italien   | Vincenzo Sarno      | Foggia Calcio        | 12   |
| 11. | Brasilien | Saveriano Infantino | SS Ischia Isolaverde | 11   |
| 11. | Italien   | Antonio Montella    | Vigor Lamezia        | 11   |

### Abstiegs-Play-offs
In den Abstiegs-Play-offs der Gruppe C treffen in Spiel 1 der 16. und 19. sowie in Spiel 2 der 17. und 18. in Hin- und Rückspiel aufeinander. Die in der Tabelle besser platzierte Mannschaft hat im Rückspiel Heimrecht.
| Datum                   |                | Ergebnis  |                |
| ----------------------- | -------------- | --------- | -------------- |
| 26.05.2015 um 17:00 Uhr | Reggina Calcio | 1:0 (1:0) | ACR Messina    |
| 30.05.2015 um 15:00 Uhr | ACR Messina    | 0:1 (0:0) | Reggina Calcio |
| Gesamt:                 | Reggina Calcio | 2:0       | ACR Messina    |

| Datum                   |                      | Ergebnis  |                      |
| ----------------------- | -------------------- | --------- | -------------------- |
| 23.05.2015 um 17:00 Uhr | SS Ischia Isolaverde | 4:1 (3:0) | SF Aversa Normanna   |
| 30.05.2015 um 15:00 Uhr | SF Aversa Normanna   | 3:1 (1:0) | SS Ischia Isolaverde |
| Gesamt:                 | SS Ischia Isolaverde | 5:4       | SF Aversa Normanna   |

## Supercoppa Lega Pro
| Datum                   |                  | Ergebnis  |                  |
| ----------------------- | ---------------- | --------- | ---------------- |
| 16.05.2015 um 20:45 Uhr | Novara Calcio    | 3:2 (0:1) | US Salernitana   |
| 21.05.2015 um 20:45 Uhr | US Salernitana   | 3:1 (1:1) | SS Teramo Calcio |
| 24.05.2015 um 20:45 Uhr | SS Teramo Calcio | 1:1 (1:0) | Novara Calcio    |

| Pl. | Verein           | Sp. | S | U | N | Tore    | Diff. | Punkte |
| --- | ---------------- | --- | - | - | - | ------- | ----- | ------ |
| 1.  | Novara Calcio    | 2   | 1 | 1 | 0 | 004:300 | +1    | 04     |
| 2.  | US Salernitana   | 2   | 1 | 0 | 1 | 005:400 | +1    | 03     |
| 3.  | SS Teramo Calcio | 2   | 0 | 1 | 1 | 002:400 | −2    | 01     |

## Aufstiegs-Play-offs
Viertelfinale
| Datum                   |                  | Ergebnis                         |                |
| ----------------------- | ---------------- | -------------------------------- | -------------- |
| 16.05.2015 um 16:00 Uhr | Benevento Calcio | 1:2 (0:0)                        | Como Calcio    |
| 17.05.2015 um 17:00 Uhr | SS Matera Calcio | 2:1 n. V. (1:1, 0:0)             | AC Pavia       |
| 17.05.2015 um 16:00 Uhr | Ascoli Calcio    | 2:4 n. V. (2:2, 1:1)             | AC Reggiana    |
| 17.05.2015 um 15:00 Uhr | Bassano Virtus   | 1:1 n. V. (1:1, 1:1) (5:4 i. E.) | SS Juve Stabia |

Halbfinale
| Datum                   |                  | Ergebnis             |                  |
| ----------------------- | ---------------- | -------------------- | ---------------- |
| 24.05.2015 um 19:00 Uhr | Como Calcio      | 1:1 (1:1)            | SS Matera Calcio |
| 31.05.2015 um 16:00 Uhr | SS Matera Calcio | 1:1 n. V. (1:1, 1:0) | Como Calcio      |
| Gesamt:                 | Como Calcio      | 2:2 (4:2 i. E.)      | SS Matera Calcio |

| Datum                   |                | Ergebnis             |                |
| ----------------------- | -------------- | -------------------- | -------------- |
| 24.05.2015 um 18:00 Uhr | AC Reggiana    | 0:0                  | Bassano Virtus |
| 31.05.2015 um 18:00 Uhr | Bassano Virtus | 1:1 n. V. (1:1, 1:1) | AC Reggiana    |
| Gesamt:                 | AC Reggiana    | 1:1 (1:3 i. E.)      | Bassano Virtus |

Finale
| Datum                   |                | Ergebnis  |                |
| ----------------------- | -------------- | --------- | -------------- |
| 07.06.2015 um 16:00 Uhr | Como Calcio    | 2:0 (1:0) | Bassano Virtus |
| 14.06.2015 um 16:00 Uhr | Bassano Virtus | 0:0       | Como Calcio    |
| Gesamt:                 | Como Calcio    | 2:0       | Bassano Virtus |

Übersicht

| Viertelfinale | Viertelfinale    | Viertelfinale    |           |                  | Halbfinale | Halbfinale | Halbfinale |  |  | Finale | Finale | Finale |
|               |                  |                  |           |                  |            |            |            |  |  |        |        |        |
| C2            | Benevento Calcio | 1                |           |                  |            |            |            |  |  |        |        |        |
| A4            | Como Calcio      | 2                |           |                  |            |            |            |  |  |        |        |        |
| A4            | Como Calcio      | 2                | VF-1      | Como Calcio      | 0 2 (4) 2  |            |            |  |  |        |        |        |
|               |                  |                  | VF-1      | Como Calcio      | 0 2 (4) 2  |            |            |  |  |        |        |        |
|               | VF-2             | SS Matera Calcio | 2 (2)     |                  |            |            |            |  |  |        |        |        |
| C3            | VF-2             | SS Matera Calcio | 2 (2)     | SS Matera Calcio | 0 2 1      |            |            |  |  |        |        |        |
| C3            |                  |                  |           | SS Matera Calcio | 0 2 1      |            |            |  |  |        |        |        |
| A3            | AC Pavia         | 1                |           |                  |            |            |            |  |  |        |        |        |
| A3            | AC Pavia         | 1                | HF-1      | Como Calcio      | 2          |            |            |  |  |        |        |        |
|               |                  |                  |           | Como Calcio      | 2          |            |            |  |  |        |        |        |
|               | HF-2             | Bassano Virtus   | 0         |                  |            |            |            |  |  |        |        |        |
| B2            | HF-2             | Bassano Virtus   | 0         | Ascoli Calcio    | 2          |            |            |  |  |        |        |        |
| B2            |                  |                  |           | Ascoli Calcio    | 2          |            |            |  |  |        |        |        |
| B3            | AC Reggiana      | 0 4 1            |           |                  |            |            |            |  |  |        |        |        |
| B3            | AC Reggiana      | 0 4 1            | VF-3      | AC Reggiana      | 1 (1)      |            |            |  |  |        |        |        |
|               |                  |                  | VF-3      | AC Reggiana      | 1 (1)      |            |            |  |  |        |        |        |
|               | VF-4             | Bassano Virtus   | 0 1 (3) 2 |                  |            |            |            |  |  |        |        |        |
| A2            | VF-4             | Bassano Virtus   | 0 1 (3) 2 | Bassano Virtus   | 0 1 (5) 2  |            |            |  |  |        |        |        |
| A2            |                  |                  |           | Bassano Virtus   | 0 1 (5) 2  |            |            |  |  |        |        |        |
| C4            | SS Juve Stabia   | 1 (4)            |           |                  |            |            |            |  |  |        |        |        |

1 Sieg nach Verlängerung
2 Sieg im Elfmeterschießen

## Verweise